# Framework do aplikacji webowych
Framework do aplikacji webowych – framework programistyczny zaprojektowany dla wsparcia tworzenia aplikacji webowych. Frameworki przyspieszają prace podczas tworzenia aplikacji i stron internetowych, posiadając wiele wbudowanych skryptów, bibliotek, modułów i innych rozwiązań, na których programista buduje aplikację. Frameworki posiadają na przykład gotowe narzędzia do łączenia z bazą danych, zarządzania sesją, łatwego tworzenia szablonów.

## Opis
Frameworki to solidne narzędzia ułatwiające pisanie aplikacji, ponieważ stosują wiele ważnych zasad, takich jak: Don't Repeat Yourself, KISS czy Convention Over Configuration.